# Cyril Cartwright
Cyril Cartwright (Dukinfield, Gran Manchester, 28 de juny de 1924 - 29 de setembre de 2015) va ser un ciclista anglès, que s'especialitzà en el ciclisme en pista.
Els seus majors èxits els va aconseguir com a amateur, aconseguint una medalla de plata al Campionat del món de persecució, de 1949, per darrere del danès Knud Andersen, i una d'or als Jocs de l'Imperi Britànic.

## Palmarès en ruta
- 1945
  -  Campió del Regne Unit amateur en contrarellotge
- 1948
  -  Campió del Regne Unit amateur en contrarellotge

## Palmarès en pista
- 1948
  -  Campió del Regne Unit amateur en persecució
- 1950
  - Medalla d'or als Jocs de l'Imperi Britànic en persecució
  -  Campió del Regne Unit amateur en persecució